# 露腿

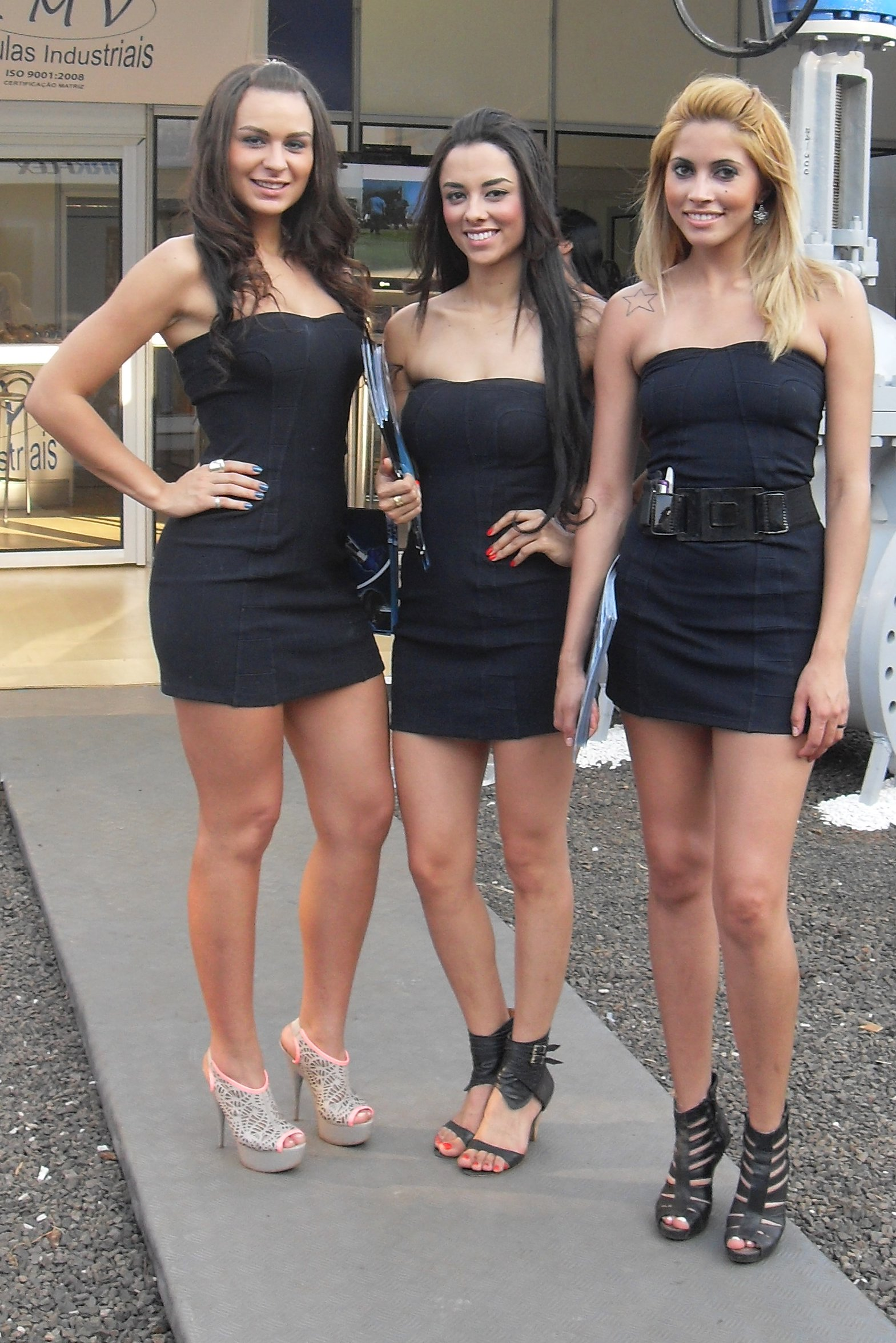
2010年，巴西模特穿着小黑裙，腿部裸露在外

露腿又稱光腿，是指一个人的双腿没有被任何衣物遮盖時的状态。一个人可能出于各種原因例如在炎热的天气時或在体育锻炼时裸露双腿。大多数泳衣都只遮住人的上半身（例如速比涛、比基尼泳衣）。随着女人的裙襬越来越高，裸露的部分也越来越多。除了正式场合外，女人在穿短裙時也逐漸露腿，而此前女人穿迷你裙時會同時穿上絲襪。

## 历史

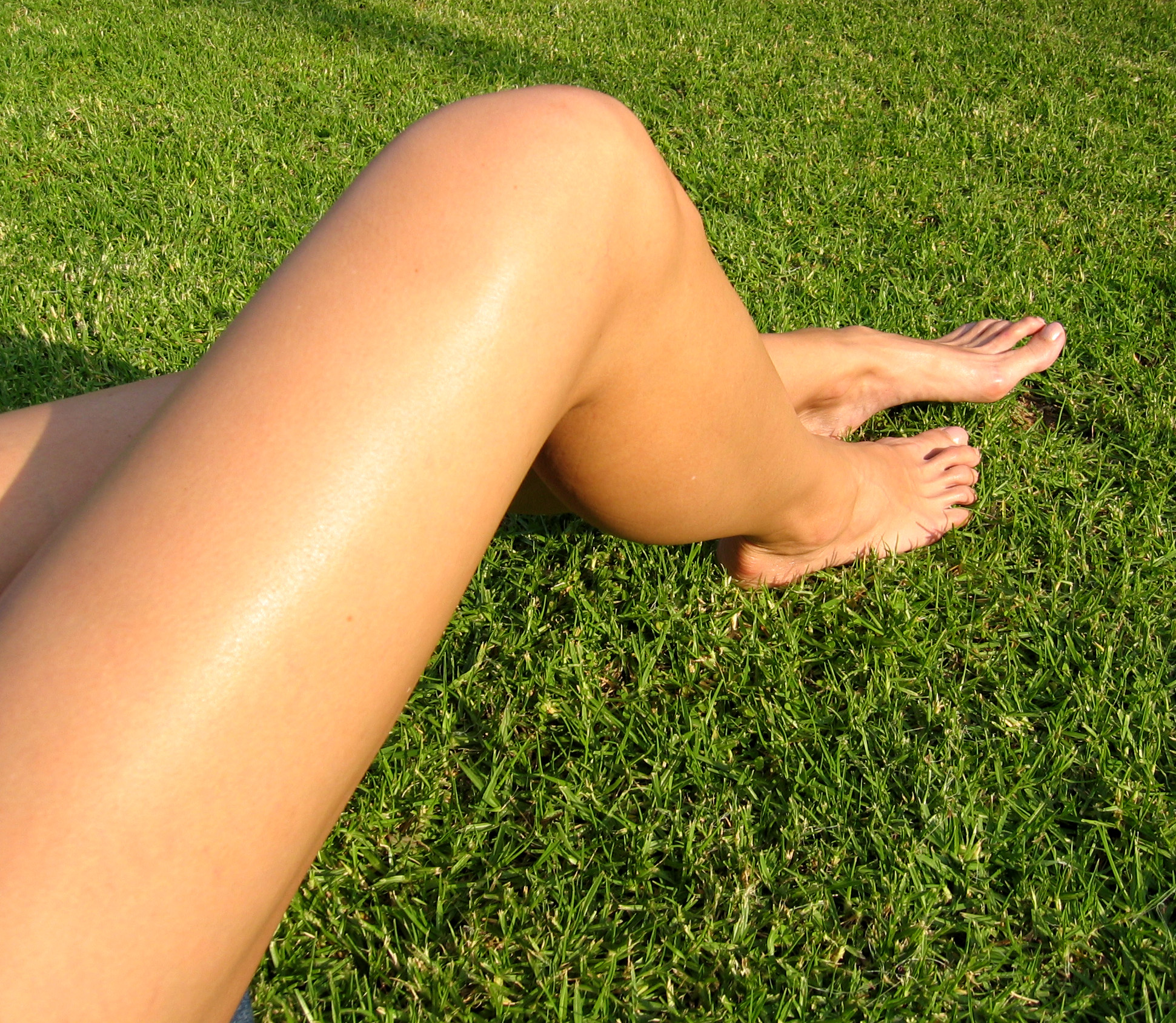
光腿

露腿在歷史上曾多次流行，也曾多次沉寂。早在1066年，很多諾曼人贫民阶级就裸露双腿。19世紀維多利亞時代的英國社會認為在公共場合露出腿部是一種不雅觀的舉止。
1929年温布尔登网球锦标赛期间，英国当局一度禁止有人露腿，但最终放棄，当时在法国和美国的女子网球比赛中經常有人露腿。 虽然20世纪上半叶開始西方社會逐漸允許女性露腿，但有人依然認為露腿是一種性暗示。 
20世纪70年代和80年代，连裤袜非常流行，它甚至是許多婦女的必備品。1995年开始，连裤袜的销量开始稳步下降，到2006年趋于平稳，在美国，连裤袜销量不到以前的一半。其中露腿意願的增加被視為造成连裤袜銷量減少的原因之一。 
隨著社會大眾不再反對女性在公共場合露出雙腿，男性也開始轉變自己的看法。1981年，有人邀請男性和女性參加一項研究，主辦方給參加者展示穿着12套不同服装的女性照片並要求參加者打分。研究结果表明，男性參加者認為与正常长度的服装相比，穿着短裤和短裙的女性對他們來說更有吸引力，也更讨人喜欢。
2006年，一组以中国人民大学为背景的女生“露腿学士照”在中國引起爭議。
2017年，印度女演员佩麗冉卡·曹帕拉會見印度总理莫迪时露腿，引起部分印度網民不滿。